# Ichneumon turbidus
Ichneumon turbidus är en stekelart som beskrevs av Schiodte 1839. Ichneumon turbidus ingår i släktet Ichneumon och familjen brokparasitsteklar. Inga underarter finns listade i Catalogue of Life.